# Raumwirksamkeit
In der Kulturgeographie bezeichnet der Begriff der Raumwirksamkeit Aktivitäten oder Verhaltensweisen, insbesondere der öffentlichen Hand, aber auch von sozialgeographischen Gruppen, die raumprägend oder -verändernd wirken. Vor allem im Bereich der Raumplanung kommt es darauf an, die Raumwirksamkeit von Maßnahmen zu prüfen und sie entsprechend den erwünschten Zielen einzusetzen. Ein Instrument dazu ist die Raumwirksamkeitsanalyse (RWA) im Bundesverkehrswegeplan.